# Metridia bicornuta
Metridia bicornuta är en kräftdjursart som beskrevs av Davis 1949. Metridia bicornuta ingår i släktet Metridia och familjen Metridinidae. Inga underarter finns listade i Catalogue of Life.